# الجبهة الثورية المتحدة
الجبهة الثورية المتحدة (بالإنجليزية: Revolutionary United Front) (RUF)، هي جماعة متمردة خاضت حربا فاشلة استمرت أحد عشر عاما في سيراليون، بدأت في عام 1991 وانتهت في 2002. وقد تحول فيما بعد إلى حزب سياسي، ولا زالت موجودة حتى اليوم. أكبر ثلاثة قادة لها باقين على قيد الحياة هم: عيسى سيساي، موريس كالون وأوغسطين غباو، أدينوا في فبراير 2009 بارتكاب جرائم حرب وجرائم ضد الإنسانية.